# Sankt Johannes Stiftelse
Sankt Johannes Stiftelse var en forsørgelsesinstitution for arbejdsløse trængende opført af Københavns Kommune 1883-1885 ved arkitekten Vilhelm Friederichsen. Stiftelsen, der lå henholdsvis i Ryesgade og ved Sortedams Dossering, blev et hospital i 1919.
Bygningen i Ryesgade findes endnu, mens den modstående bygning med kapel ved Dosseringen er revet ned til fordel for plejehjemmet Sølunds bygninger.
Stiftelsen sorterede under Københavns Magistrats 3. afdeling og bestod af:
- en optagelsesanstalt for børn,
- en arbejdsanstalt samt
- et sygehus

I 1918 blev Sankt Johannes Stiftelsen overflyttet som en afdeling under tvangsarbejdsanstalten Sundholm. Året efter blev den konverteret til ordinært hospital, idet Almindelig Hospital rykkede ind i bygningerne. I 1941 skiftede hospitalet så navn til Nørre Hospital og Københavns Plejehjem. I 1978 blev fløjen mod Søerne nedrevet, en ny bygning opført og hele anlægget har siden heddet Plejecentret Sølund.
| Lægevidenskab | Spire Denne artikel om lægevidenskab er en spire som bør udbygges. Du er velkommen til at hjælpe Wikipedia ved at udvide den. |

|  | Denne artikel kan blive bedre, hvis der indsættes geografiske koordinater Denne artikel omhandler et emne, som har en geografisk lokation. Du kan hjælpe ved at indsætte koordinater i wikidata. |